# Grande Prêmio da Grã-Bretanha de 2023
O Grande Prêmio da Grã-Bretanha de 2023 (formalmente denominado FORMULA 1 ARAMCO BRITISH GRAND PRIX 2023) foi a décima etapa da temporada de 2023 da Fórmula 1. Foi disputada em 9 de julho de 2023 no Circuito de Silverstone, em Silverstone, Reino Unido.

## Antecedentes
Antes do início da corrida, foram filmadas cenas de um futuro filme no circuito de Silverstone, no qual a ator estadounidense Brad Pitt interpreta o papel principal do piloto de F1 Sonny Hayes.

## Resumo
Lando Norris largou melhor que o polesitter Max Verstappen; ele passou a liderar a corrida por quatro voltas antes de Verstappen assistido pelo DRS ultrapassá-lo na quinta volta. Verstappen faria a volta mais rápida e lideraria o resto da corrida direto para a bandeira quadriculada.
A vitória de Verstappen foi sua primeira vitória no GP da Grã-Bretanha e a segunda em Silverstone, depois da vitória no GP do 70º Aniversário em 2020. O segundo lugar de Norris foi o primeiro pódio dele e da McLaren desde o GP da Emilia Romagna de 2022. Lewis Hamilton terminou em terceiro lugar, tendo sido beneficiado pelo safety car virtual.

## Resultados

### Treino classificatório
| Pos.                 | No. | Piloto           | Equipe                | Tempos de qualificação | Tempos de qualificação | Tempos de qualificação | Final grid |
| Pos.                 | No. | Piloto           | Equipe                | Q1                     | Q2                     | Q3                     | Final grid |
| -------------------- | --- | ---------------- | --------------------- | ---------------------- | ---------------------- | ---------------------- | ---------- |
| 1                    | 1   | Max Verstappen   | Red Bull Racing-Honda | 1:29.428               | 1:27.702               | 1:26.720               | 1          |
| 2                    | 4   | Lando Norris     | McLaren-Mercedes      | 1:28.917               | 1:28.042               | 1:26.961               | 2          |
| 3                    | 81  | Oscar Piastri    | McLaren-Mercedes      | 1:29.874               | 1:27.845               | 1:27.092               | 3          |
| 4                    | 16  | Charles Leclerc  | Ferrari               | 1:29.143               | 1:28.361               | 1:27.136               | 4          |
| 5                    | 55  | Carlos Sainz Jr. | Ferrari               | 1:29.865               | 1:28.265               | 1:27.148               | 5          |
| 6                    | 63  | George Russell   | Mercedes              | 1:29.412               | 1:28.782               | 1:27.155               | 6          |
| 7                    | 44  | Lewis Hamilton   | Mercedes              | 1:29.415               | 1:28.545               | 1:27.211               | 7          |
| 8                    | 23  | Alexander Albon  | Williams-Mercedes     | 1:29.466               | 1:28.067               | 1:27.530               | 8          |
| 9                    | 14  | Fernando Alonso  | Aston Martin-Mercedes | 1:29.949               | 1:28.368               | 1:27.659               | 9          |
| 10                   | 10  | Pierre Gasly     | Alpine-Renault        | 1:29.533               | 1:28.751               | 1:27.689               | 10         |
| 11                   | 27  | Nico Hülkenberg  | Haas-Ferrari          | 1:29.603               | 1:28.896               | N/A                    | 11         |
| 12                   | 18  | Lance Stroll     | Aston Martin-Mercedes | 1:29.448               | 1:28.935               | N/A                    | 12         |
| 13                   | 31  | Esteban Ocon     | Alpine-Renault        | 1:29.700               | 1:28.956               | N/A                    | 13         |
| 14                   | 2   | Logan Sargeant   | Williams-Mercedes     | 1:29.873               | 1:29.031               | N/A                    | 14         |
| 15                   | 11  | Sergio Pérez     | Red Bull Racing-Honda | 1:29.968               | N/A                    | N/A                    | 15         |
| 16                   | 22  | Yuki Tsunoda     | AlphaTauri-Red Bull   | 1:30.025               | N/A                    | N/A                    | 16         |
| 17                   | 24  | Zhou Guanyu      | Alfa Romeo-Ferrari    | 1:30.123               | N/A                    | N/A                    | 17         |
| 18                   | 21  | Nyck de Vries    | AlphaTauri-Red Bull   | 1:30.513               | N/A                    | N/A                    | 18         |
| 19                   | 20  | Kevin Magnussen  | Haas-Ferrari          | 1:32.378               | N/A                    | N/A                    | 19         |
| DSQ                  | 77  | Valtteri Bottas  | Alfa Romeo-Ferrari    | 1:29.798               | No time                | N/A                    | 20         |
| Tempo 107%: 1:35.141 |     |                  |                       |                        |                        |                        |            |
| Fonte:               |     |                  |                       |                        |                        |                        |            |

### Corrida
| Pos.                                                                          | No. | Pilotos          | Equipe                | Voltas | Tempo/Abandono    | Grid | Points |
| ----------------------------------------------------------------------------- | --- | ---------------- | --------------------- | ------ | ----------------- | ---- | ------ |
| 1                                                                             | 1   | Max Verstappen   | Red Bull Racing-Honda | 52     | 1:25:16.938       | 1    | 26     |
| 2                                                                             | 4   | Lando Norris     | McLaren-Mercedes      | 52     | +3.798            | 2    | 18     |
| 3                                                                             | 44  | Lewis Hamilton   | Mercedes              | 52     | +6.783            | 7    | 15     |
| 4                                                                             | 81  | Oscar Piastri    | McLaren-Mercedes      | 52     | +7.776            | 3    | 12     |
| 5                                                                             | 63  | George Russell   | Mercedes              | 52     | +11.206           | 6    | 10     |
| 6                                                                             | 11  | Sergio Pérez     | Red Bull Racing-Honda | 52     | +12.882           | 15   | 8      |
| 7                                                                             | 14  | Fernando Alonso  | Aston Martin-Mercedes | 52     | +17.193           | 9    | 6      |
| 8                                                                             | 23  | Alexander Albon  | Williams-Mercedes     | 52     | +17.878           | 8    | 4      |
| 9                                                                             | 16  | Charles Leclerc  | Ferrari               | 52     | +18.689           | 4    | 2      |
| 10                                                                            | 55  | Carlos Sainz Jr. | Ferrari               | 52     | +19.448           | 5    | 1      |
| 11                                                                            | 2   | Logan Sargeant   | Williams-Mercedes     | 52     | +23.632           | 14   |        |
| 12                                                                            | 77  | Valtteri Bottas  | Alfa Romeo-Ferrari    | 52     | +25.830           | 20   |        |
| 13                                                                            | 27  | Nico Hülkenberg  | Haas-Ferrari          | 52     | +26.663           | 11   |        |
| 14                                                                            | 18  | Lance Stroll     | Aston Martin-Mercedes | 52     | +27.483           | 12   |        |
| 15                                                                            | 24  | Zhou Guanyu      | Alfa Romeo-Ferrari    | 52     | +29.820           | 17   |        |
| 16                                                                            | 22  | Yuki Tsunoda     | AlphaTauri-Red Bull   | 52     | +31.225           | 16   |        |
| 17                                                                            | 21  | Nyck de Vries    | AlphaTauri-Red Bull   | 52     | +33.128           | 18   |        |
| 18                                                                            | 10  | Pierre Gasly     | Alpine-Renault        | 49     | Dano após colisão | 10   |        |
| Ret                                                                           | 20  | Kevin Magnussen  | Haas-Ferrari          | 31     | Problema motor    | 19   |        |
| Ret                                                                           | 31  | Esteban Ocon     | Alpine-Renault        | 9      | Vazamento de óleo | 13   |        |
| Volta mais rápida: Max Verstappen (Red Bull Racing-Honda) – 1:30.275 (lap 42) |     |                  |                       |        |                   |      |        |
| Fonte:                                                                        |     |                  |                       |        |                   |      |        |